# Илиян Гаров
Илиян Гаров е български футболист, който се състезава в отбора на Оборище (Панагюрище). Той играе като централен защитник. Висок е 184 см. и тежи 75 кг. Умее да играе еднакво добре и с двата крака.

## Кариера
Гаров е юноша на Локомотив Пловдив. След като не успява да се наложи в първия отбор, защитника бива последователно предостъпван на Сокол (Марково), Видима-Раковски и Спартак (Пловдив). Подписва с Ботев (Пловдив) през лятото на 2006 г., където през сезон 2006/2007 сформира чудесна двойка в сърцето на отбраната с Величко Величков.

## Статистика по сезони
| Сезон     | Отбор                  | Първенство               | Мачове | Голове |
| --------- | ---------------------- | ------------------------ | ------ | ------ |
| 2005/2006 | Спартак Пловдив (наем) | Източна Б футболна група | 28     | 3      |
| 2006/2007 | Ботев                  | А група                  | 26     | 2      |
| 2007/2008 | Ботев                  | А група                  | 30     | 1      |
| 2008/2009 | Ботев                  | А група                  | 25     | 2      |
| 2009/2010 | Локомотив София        | А група                  | 0      | 0      |